# The Pirate Bay
The Pirate Bay (аббревиатура — TPB; «Пиратская бухта») — крупнейший в мире BitTorrent-индексатор и каталог для поиска .torrent-файлов.
Сайт ThePirateBay.org находился на 122 месте по количеству посещений (по состоянию на 2 мая 2018) в рейтинге Alexa. The Pirate Bay был запущен по инициативе шведской организации Piratbyrån (шведский «Пиратское бюро») в ноябре 2003 года, но с начала октября 2004 года существует как отдельная организация. На текущий момент поддержка сайта осуществляется Готтфридом Свартхольмом, Фредериком Неем (Fredrik Neij, «TiAMO») и Петером Сунде («brokep»).
Число зарегистрированных пользователей торрент-трекера The Pirate Bay к 21 сентября 2008 года превысило три миллиона. По состоянию на 9 апреля 2011 года этот торрент-трекер имеет более 5 миллионов зарегистрированных пользователей. The Pirate Bay имеет стабильный доход от рекламы, который, однако, полностью уходит на поддержание сайта.
30 июня 2009 года компания по выпуску программного обеспечения Global Gaming Factory пыталась приобрести The Pirate Bay за 7,8 миллиона долларов с намерением превратить сайт файлообменных сетей в законный бизнес. Глава GGF Ханс Пандея заявил следующее: «Мы хотим создать такую модель, при которой поставщики контента и сами владельцы прав получали бы деньги за загружаемый контент через сайт».
Начиная с 18 мая 2010 года услуги хостинга предоставляются The Pirate Bay Пиратской партией Швеции. Партия опубликовала заявление, согласно которому это решение принято в стремлении защитить свободу самовыражения пользователей. Представитель Swedish Pirate Party Рик Фальквинге добавил, что такое «родство по духу» демонстрирует стремление прекратить противостояние между Голливудом и The Pirate Bay и защитить сайт, работа которого, по мнению Пиратской партии Швеции, является законной.
21 февраля 2010 года было объявлено, что BitTorrent-трекер The Pirate Bay теперь также доступен и в анонимной сети I2P.
На территории Российской Федерации The Pirate Bay с июля 2018 года заблокирован решением суда по иску компании «ТНТ-Телесеть».

## Судебный процесс
В феврале 2009 года начался судебный процесс над основателями «The Pirate Bay». 17 апреля 2009 года он закончился победой истцов — четыре создателя проекта были приговорены к году лишения свободы и штрафу в размере 3,7 млн долларов США. Однако адвокаты осуждённых настаивают на невиновности своих подзащитных и предвзятости судьи и намерены подать апелляцию на решение суда.
27 апреля 2009 года в обновленной базе данных RIPE IP-адреса «The Pirate Bay» числятся за юридическими фирмами, представляющими интересы индустрии развлечений. В начале мая 2009 года Итальянская федерация музыкальной индустрии (FIMI) на основе решения шведского суда решила инициировать процесс над основателями трекера в Италии.
В мае 2010 года окружной суд Гамбурга рассмотрел иск одной из компаний, входящих в Ассоциацию кинопроизводителей (MPAA), к интернет-ресурсу The Pirate Bay и компании CyberBunker, которая предоставляла ему услуги хостинга. По итогам рассмотрения дела суд запретил провайдеру CyberBunker осуществлять хостинг торрент-трекера «The Pirate Bay». В случае невыполнения решения суда на провайдера будет наложен штраф в размере 250 тыс. евро за каждый случай нарушения авторских прав, а директор компании CyberBunker Свен Олаф Камфиус (Sven Olaf Kamphuis) и вовсе рискует отправиться в тюрьму на срок до двух лет. Таким образом, впервые в судебном порядке была признана ответственность хостера за нарушение авторских прав одним из его ресурсов.

## Инцидент по поводу «Пиратов Амазонки»
В 2008 году студентами голландского института Piet Zwart было написано и выложено в открытый доступ расширение к браузеру Mozilla Firefox под названием «Пираты Амазонки». При заходе на сайт онлайн-магазина Amazon.com это расширение автоматически добавляло на странице каждого товара (книги, музыкальной композиции или игры) ссылку для его бесплатного скачивания с The Pirate Bay. Несмотря на то, что расширение не содержало никакой принципиально новой функциональности, а лишь автоматизировало операцию поиска на трекере, «уже через день авторы плагина и их интернет-провайдер получили уведомление от адвокатов Amazon с требованием немедленно прекратить раздачу „пиратского“ плагина, угрожая в противном случае «засудить их до потери пульса». Вскоре распространение расширения было остановлено его авторами из-за их нежелания связываться с адвокатами Amazon.

## Отключение от Интернета
24 августа 2009 года по решению окружного суда Стокгольма провайдер Black Internet отключил The Pirate Bay от интернета под угрозой штрафа в 500 000 крон (70 600 $). Однако уже 25 августа примерно в 17:00 трекер снова стал доступен для жителей России.
17 ноября 2009 года The Pirate Bay объявил в своем блоге о закрытии торрент-трекера, необходимость в котором отпала благодаря технологии децентрализованного поиска пиров DHT.
Примерно с 14:45 (по всемирному координированному времени), 25 марта 2011 года пользователи сайта из разных стран мира начали испытывать проблемы с доступом, о чём сообщали в частности на своих страницах в сервисе микроблогов «Твиттер».
При этом файлы, которые пользователи скачивали через «The Pirate Bay», когда ресурс был доступен, продолжали скачиваться после того, как работоспособность веб-сайта была утрачена.
Блогеры «TorrentFreak» предполагали, что веб-сайт файлообменного сервиса был недоступен по техническим причинам, не связанным с претензиями к ресурсу со стороны правообладателей и правоохранительных органов.
Примерно в 0:19 26 марта 2011 года (по всемирному координированному времени) веб-сайт продолжил свою работу и для большинства пользователей стал доступен.
10 июня 2012 Talk Talk заблокировала доступ к сайту для своих клиентов из Великобритании. O2 и Sky Broadband также ввели блокировку, а 19 июня к ним присоединился British Telecom (BT). При попытке получения доступа к The Pirate Bay клиентам BT выводилось сообщение «Ошибка — Сайт заблокирован». Остальные провайдеры отображали текст судебного распоряжения с логотипом The Pirate Bay и ссылкой на сайт The British Recorded Music Industry (BPI).
Все подобные запреты можно обойти множеством способов, от использования иностранных прокси-серверов, на которые судебные решения не распространяются, до программного обеспечения. Также создатели The Pirate Bay разработали специальный браузер PirateBrowser для обхода ограничений на использование своего сайта.
Утром 9 декабря 2014 года полиция Швеции в рамках операции по защите интеллектуальной собственности провела рейд против ThePirateBay и ряда других торрент-ресурсов (Suprbay.org, Bayimg.com, Pastebay.net), полицией были захвачены серверы, компьютеры и другое оборудование. Неработоспособность ресурса подтверждалась сервисом «Down for Everyone or Just Me». 
1 февраля 2015 года ресурс стал доступен онлайн.
19 мая 2015 года шведский суд в очередной раз вынес решение изъять основные домены thepiratebay.se и piratebay.se, однако ввиду наличия большого количества зеркальных доменов на работоспособность сайта это практически не повлияло. Владельцы сайта прокомментировали судебное решение следующим образом:
«Наши поздравления прокурору Фредерику Ингбладу. Два года тяжелой работы ради того, чтобы поменять две буквы, по цене 20 000 $ за каждую. Вы могли бы дать нам 35 000 $ и мы бы сами добровольно покинули этот домен, это сэкономило бы 5000 $ на налоги. Нужно было всего лишь вежливо попросить.» 

## Факты
- В 2007 году Nine Inch Nails разместили на официальном сайте группы ссылки для скачивания песен со своего нового альбома через «The Pirate Bay», однако это не помешало альбому занять второе место в списке Billboard.
- В марте 2012 представители The Pirate Bay заявили о возможности размещения части оборудования сервиса на беспилотном летательном аппарате под управлением GPS, запущенном в нейтральные воды с целью хостинга проекта вне юрисдикции какого-либо государства[24].
- В 2017 в код официального сайта был встроен майнинг криптовалюты Monero, что увеличило нагрузку на процессоры посетителей. Администраторы объясняют такой шаг поиском путей монетизации, высказывают надежду, что в будущем такой способ получения дохода сможет заменить стандартную рекламу на сайте[25].